# 3468 Urgenta
3468 Urgenta је астероид главног астероидног појаса чија средња удаљеност од Сунца износи 3,021 астрономских јединица (АЈ).
Апсолутна магнитуда астероида је 11,7.